# 朝中站
朝中站是位于内蒙古自治区根河市朝中村的一个铁路车站，邮政编码22350。车站建于1957年，有牙林铁路、朝乌铁路经过该站，现仅办理客运，不办理货运业务。车站距离牙克石284公里，隶属哈尔滨铁路局，是五等站。